# Zespół dworski w Książniczkach
Zespół dworski w Książniczkach – zespół dworski znajdujący się w Książniczkach, w gminie Michałowice, w powiecie krakowskim, w Polsce.
Obiekt w skład którego wchodzi: dwór, rządcówka, spichlerz oraz park, został wpisany do rejestru zabytków nieruchomych województwa małopolskiego.

## Historia
Pierwsza wzmianka o wsi Książnice (tak nazywała się wieś do końca XVIII wieku) pochodzi z 1382 roku. Wieś należała do kolegiaty św. Floriana na krakowskim Kleparzu, a następnie do jezuitów. W I połowie XVIII wieku, dobra należały do rodziny Rusocickich. Od połowy XVIII wieku była własnością Akademii Krakowskiej. Po powstaniu listopadowym dobra w Książniczkach przejęły władze carskie. 
W roku 1886 majątek zakupił szlachcic litewski, Władysław Zgierski-Strumiłło wraz z żoną Zofią z Obrąpalskich (wnuczką Henryka Siemiradzkiego), który pracował jako inżynier kolejowy w Imperium Rosyjskim oraz zarządca majątków Aleksieja i Władimira Bobrinskich w Smile i Marii Anieli Branickiej w Białej Cerkwi na Ukrainie. W 1896 r. Zgierski-Strumiłło zakończył przebudowę drewnianego dworu na murowany z cegły klinkierowej kosztem ok. 10 000 rubli. Podczas I wojna światowej wojska austriackie wycięły ogród i sad dworski. Po śmierci Zgierskiego-Strumiłły w 1916 r. jego syn, Tadeusz Strumiłło, powrócił z Wiednia, ale majątek był zarządzany przez Wojciecha Górskiego.
Tadeusz Strumiłło rezydował w dworze po zawartym w 1922 r. małżeństwie ze Stefanią Herman; urodził się tam w 1929 r. ich najmłodszy syn, Tadeusz. Do gości Strumiłły, związanych z organizacją Eleusis i harcerstwem, należeli w tym okresie Stanisław Cywiński, Marian Karol Dubiecki, Józef Kostrzewski, Stanisław Pigoń, Ignacy Posadzy i Adam Wodziczko. Strumiłło zgromadził w Książniczkach bibliotekę obejmującą wiele tysięcy tomów, którą po parcelacji majątku przekazał Bibliotece Jagiellońskiej w Krakowie – z wyjątkiem części dotyczącej Richarda Wagnera, która trafiła po jego śmierci do Biblioteki Katolickiego Uniwersytetu Lubelskiego.
W 1930 większa część majątku w Książniczkach o wielkości 122 ha była własnością nieletniej Zofii ze Strumiłłów Zgierskiej, a mniejszą częścią o areale 52 ha rozporządzał Andrzej Turkułł. W 1936 zarządcą majątku i mieszkańcem dworu był Józef Wilczek. Tadeusz Strumiłło powrócił do Książniczek z Poznania w 1941 i mieszkał w dworze do końca okupacji niemieckiej. Dwór przetrwał II wojnę światową bez zniszczeń. 
22 marca 1945 majątek Strumiłły o areale 58,24 ha (inną jego część, liczącą 52,64 ha, dzierżawił wówczas Roman Krimmel) został przejęty przez Skarb Państwa z naruszeniem kryteriów przewidzianych w dekrecie Polskiego Komitetu Wyzwolenia Narodowego o reformie rolnej i rozparcelowany, a sama rezydencja przeznaczona na mieszkania socjalne dla najuboższych mieszkańców wsi. Rodzina Strumiłłów przeniosła się do Poznania. W marcu 1947 mieszkańcy Książniczek wystosowali prośbę o przeznaczenie resztówki z parcelacji dworu na powiększenie szkoły. W zachodniej części dworu w latach Polskiej Rzeczypospolitej Ludowej mieścił się sklep spożywczy, a w części wschodniej – świetlica i nad nią biblioteka. W latach 80. XX w. został opuszczony i zdewastowany. 
Pod koniec 2004 roku spadkobiercy Tadeusza Strumiłły – wydawca Jerzy Illg z rodziną – po szesnastu latach starań odkupili Książniczki od Agencji Nieruchomości Rolnych, po czym w 2006 r. sprzedali dwór i ogród nowemu właścicielowi. W 2013 roku zakończył się remont budynku, który w latach poprzednich popadł w ruinę.

## Architektura
Dwór w Książniczkach jest obiektem murowanym. W 1896 roku Władysław Zgierski-Strumiłło do starszej, pochodzącej z początku XIX wieku parterowej części, dobudował obszerny, licowany cegłą budynek. Wówczas powstała parterowa część środkowa i piętrowe, w całości podpiwniczone skrzydło wschodnie. Nowa cześć budynku jest wybudowana na planie zbliżonym do litery "T". Wejście zostało poprzedzone drewnianym gankiem. Na wszystkich częściach dworku dachy są dwuspadowe. Wnętrza posiadają stropy belkowe.
W zespole dworskim zachował się budynek rządcówki i spichlerz, zbudowane w końcu XIX wieku. Rządcówka zbudowana jest na rzucie prostokąta z drewnianym gankiem od frontu, kryta dachem dwuspadowym.

## Park
Całość otoczona jest parkiem o charakterze krajobrazowym, naturalistycznym założonym na przełomie XIX–XX wieku. Park posiada kształt zbliżony do owalu i obejmuje grzbiet niewielkiego wzniesienia opadającego w kierunku południowo-zachodnim. Drzewostan składa się w większości z drzew liściastych, niektóre okazy mogą liczyć ponad 100 lat.

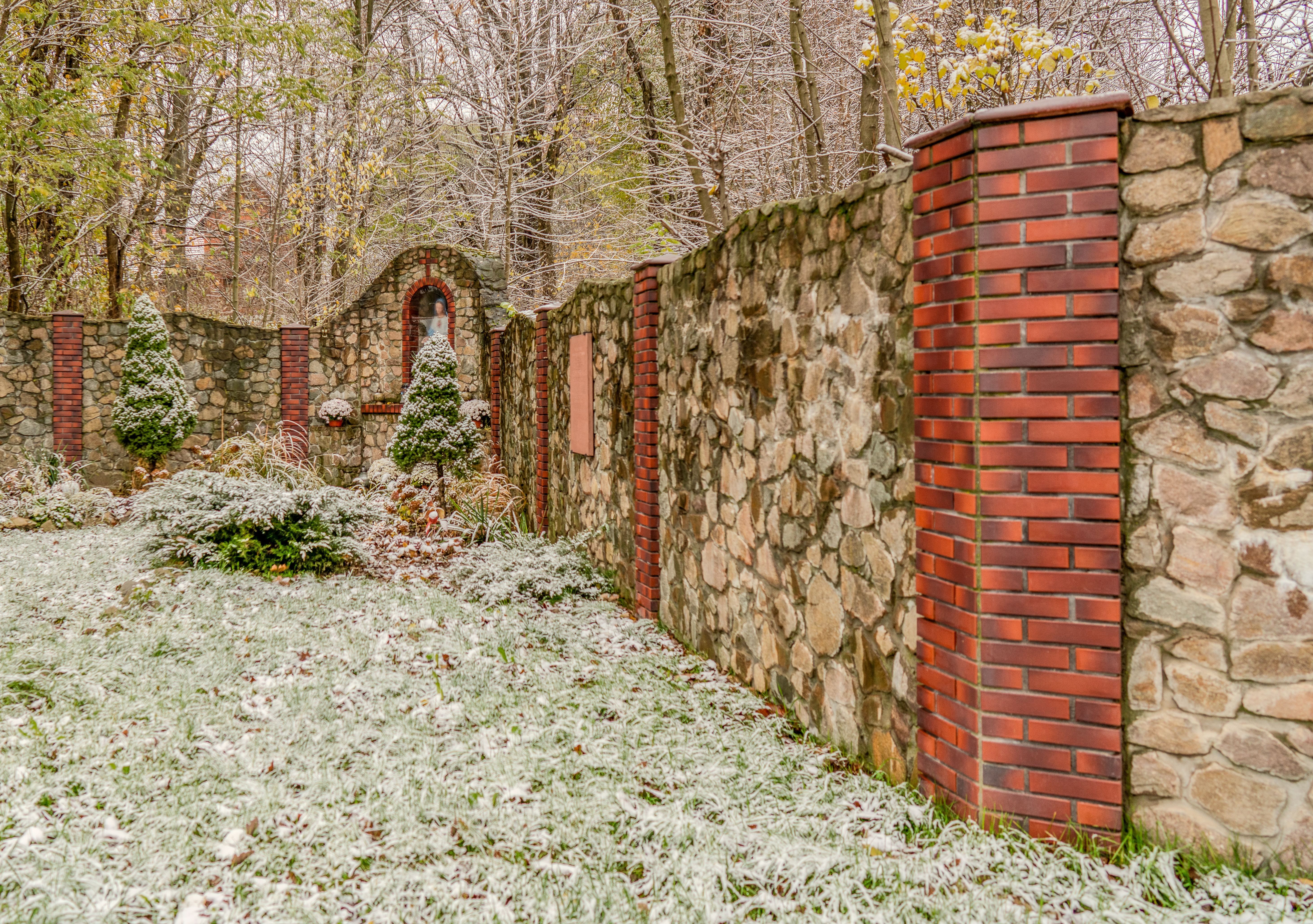
Kapliczka w ogrodzeniu